# Фельяни

Прапор фельянів (1790)

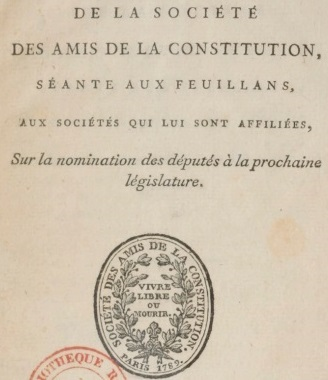
Оголошення клубу про вибори, 1791.

Товариство друзів Конституції (фр. Société des Amis de la Constitution), більше відомі
як Фельяни (фр. Feuillants фр. вимова: [fœjɑ̃]) або Клуб фельянів (фр. Club des Feuillants) — політичне угрупування у Франції яке виникло під час Французької революції. Воно виникло 16 липня 1791 року, коли ліві якобінці розділилися на помірних (фельяни), які прагнули зберегти положення короля та підтримали запропонований план Національних установчих зборів щодо конституційної монархії; і радикалів (якобінці), які хотіли б тиснути на продовженні прямих демократичних дій з повалення Людовика XVI. Це являло собою останню і найбільш енергійну спробу поміркованих конституційних монархістів спрямувати хід революції від радикальних якобінців.
Відомі фельяни: Лафайєт, Барнав, Дюпор, брати Ламети.
Назва - від монастиря ордену фельянів, в приміщенні якого члени клубу проводили свої засідання. Вони називали себе Amis de la Constitution. До повалення  монархії (10 серпня 1792 року) фельяни були фактично правлячою партією. У березні 1792 року у відповідь на їх протидію війні з Австрією міністри фельяни були зміщені жирондистами. Заклеймовані їх противниками як роялісти, вони стали мішенню після падіння монархії. У серпні 1792 був опублікований список з 841 членів клубу їх заарештували і судили за зраду. Барнав був гільйотинований 29 листопада 1793 року. 
Назва збереглася протягом декількох місяців як образливий ярлик для помірних, роялістів і аристократів.